# Lynk & Co 02
La Lynk & Co 02 è un'autovettura prodotta dalla casa automobilistica cino-svedese Lynk & Co a partire dal 2018.

## Contesto
La 02 è un crossover compatto ed è più piccolo e basso della Lynk & Co 01. La Lynk & Co 02 ha fatto la sua prima apparizione nella primavera del 2018; estetica della vettura è stata presentata ad Amsterdam il 26 marzo 2018, mentre gli interni hanno debuttato più tardi al Motor Show di Pechino, con le vendite che in Cina sono iniziate il 28 giugno 2018.

## Caratteristiche
La 02 si basa sulla piattaforma Compact Modular Architecture condivisa con la Volvo XC40, condividendo alcuni componenti i motori.
La vettura è alimentata da due motorizzazioni a benzina: un 1,5 litri a 3 cilindri e un 2,0 litri a 4 cilindri derivati dalla Volvo. I motori sono accoppiati a un cambio manuale a sei marce o a un automatico a sette velocità.